# روي ياكوبسن
روي ياكوبسن (بالنرويجية: Roy Jacobsen)‏ (و. 1954  م) هو كاتب، وكاتب سير نرويجي، ولد في أوسلو، وهو عضوٌ في الأكاديمية النرويجية للغة والأدب.

## جوائز
حصل على جوائز منها:
- جائزة دوبلوغ [الإنجليزية]‏ (2012)
- Norwegian Booksellers' Prize [الإنجليزية]‏ (2009)
- Gyldendal prize  [لغات أخرى]‏ (2005)
- Riksmål Society Literature Prize [الإنجليزية]‏ (2003)
- European of the Year, Norway  [لغات أخرى]‏ (2000)
- Norwegian Booksellers' Prize [الإنجليزية]‏ (1991)
- Cappelen Prize [الإنجليزية]‏ (1987)
- Tarjei Vesaas' debutantpris [الإنجليزية]‏ (1982).

## وصلات خارجية
- روي ياكوبسن على موقع IMDb (الإنجليزية)
- روي ياكوبسن على موقع قاعدة بيانات الفيلم (الإنجليزية)
- روي ياكوبسن في قاعدة بيانات الأفلام على الإنترنت